# Danièle Hoffman-Rispal
Danièle Hoffman-Rispal (Paris, 22 de junho de 1951 — Paris, 16 de abril de 2020) foi uma política francesa filiada ao Partido Socialista, sendo que foi deputada e conselheira de Paris.

## Biografia
Nascida em Paris, no distrito de Sentier, começou sua vida profissional trabalhando como vendedora e contadora. Filiou-se ao Partido Socialista e começou a militar no ano de 1974.
Foi eleita vereadora de Paris em 1995 em 2001, tornou-se secretária de Bertrand Delanoë na pasta voltada para criação de políticas públicas para idosos.
Em 2002, foi eleita deputada do Sexto Distrito de Paris. Em 2007 reelegeu-se para o cargo com 69% dos votos, a melhor pontuação para os deputados socialistas derrotando Georges Sarre.
Após o acordo dentro do Partido Socialista em 2011, partido pediu que ela cedesse a Cécile Duflot sua vaga para as eleições legislativas de junho de 2012, que ela contestou. Depois de ter considerado manter sua candidatura, Danièle Hoffman-Rispal cede às pressões de seu partido e concorda em ser candidata a vice de Cécile Duflot, o que lhe permitiu que ocupasse um assento de vice-presidente de 22 de julho de 2012 a 2 de maio de 2014, Cécile Duflot sendo ministra de jabitação no governo de Jean-Marc Ayrault.
Desde janeiro de 2015, foi assessora da "Delegação Interministerial de Combate ao Racismo e Anti-Semitismo" (DILCRA).

## Diplomacia
Em agosto de 2011, quando a França teve que decidir sobre a admissão da Palestina na ONU, Danièle Hoffman-Rispal co-assinou com 110 parlamentares, uma "carta a Nicolas Sarkozy"  que se opunha ao reconhecimento unilateral de 'um estado palestino na ONU. Com outros treze parlamentares socialistas, Danièle Hoffman-Rispal se destaca da posição oficial do do partido que conclama a "França a reconhecer o Estado Palestino e a enviar todos os esforços possíveis para que a União Europeia defenda esse reconhecimento na Assembléia Geral das Nações Unidas”. Os argumentos dos 110 parlamentares se baseiam na oposição ao que, segundo eles, é uma “estratégia de contornar as negociações com o objetivo de impor o reconhecimento unilateral de um Estado Palestino durante a sessão de setembro (de 2011) da Assembléia Geral das Nações Unidas".

## Mandatos e cargos públicos
- 19 de junho de 1995 - 16 de março de 2008: membro do Conselho de Paris
- 19 de junho de 1995 - 18 de março de 2001: membro do Conselho de Paris
- 19 de março de 2001 - 16 de março de 2008: membro do Conselho de Paris
- 20 de março de 2001 - 16 de março de 2008: Vice-prefeito de Paris
- Junho de 2002 - junho de 2012: deputada do 6º distrito de Paris
- Secretário da Assembléia Nacional de 6 de outubro de 2009 a 2012
- Junho de 2012 - maio de 2014: deputada ao 6º distrito de Paris.[11]

## Morte
Danièle morreu de na noite do dia 15 para o 16 de abril, vítima de um câncer.